# Zamek Eureki
Zamek Eureki (ang. Eureeka's Castle, 1989–1995) – amerykański serial telewizyjny dla dzieci. Powstało 99 odcinków.

## Fabuła
Serial opowiada o sympatycznych marionetkach: czarownicy Eurece, dobrym smoku Magellanie, nietoperzu Gacusiu, pająku Websterze i wielu innych. Żyją w zamku zwanym Muzycznym.

## Wersja polska
W Polsce serial był emitowany po raz pierwszy w TVP1 od 6 września 1992 do 1994 roku. 

### Dubbing
Wersja polska: Master Film

Reżyseria:
- Anna Górna,
- Elżbieta Jeżewska

Dialogi: Joanna Klimkiewicz

Teksty piosenek: Ryszard Skalski

Wystąpili:
- January Brunov – Smok Magellan
- Mieczysław Gajda – Gacuś
- Jolanta Wilk – Kuki
- Grzegorz Wons

i inni
Piosenki w wykonaniu zespołu Alibabki